# Кропив'янка співоча
Кропи́в'янка співоча (Curruca hortensis) — вид горобцеподібних птахів родини кропив'янкових (Sylviidae). Мешкає в Західному і Центральному Середземномор'ї. В Україні рідкісний залітний вид, зареєстровано на острові Зміїний (недостовірна інформація; в джерелах згадок ймовірно мова йде про товстодзьобу кропив'янку, з якою раніше вид вважався конспецифічним). 

## Опис

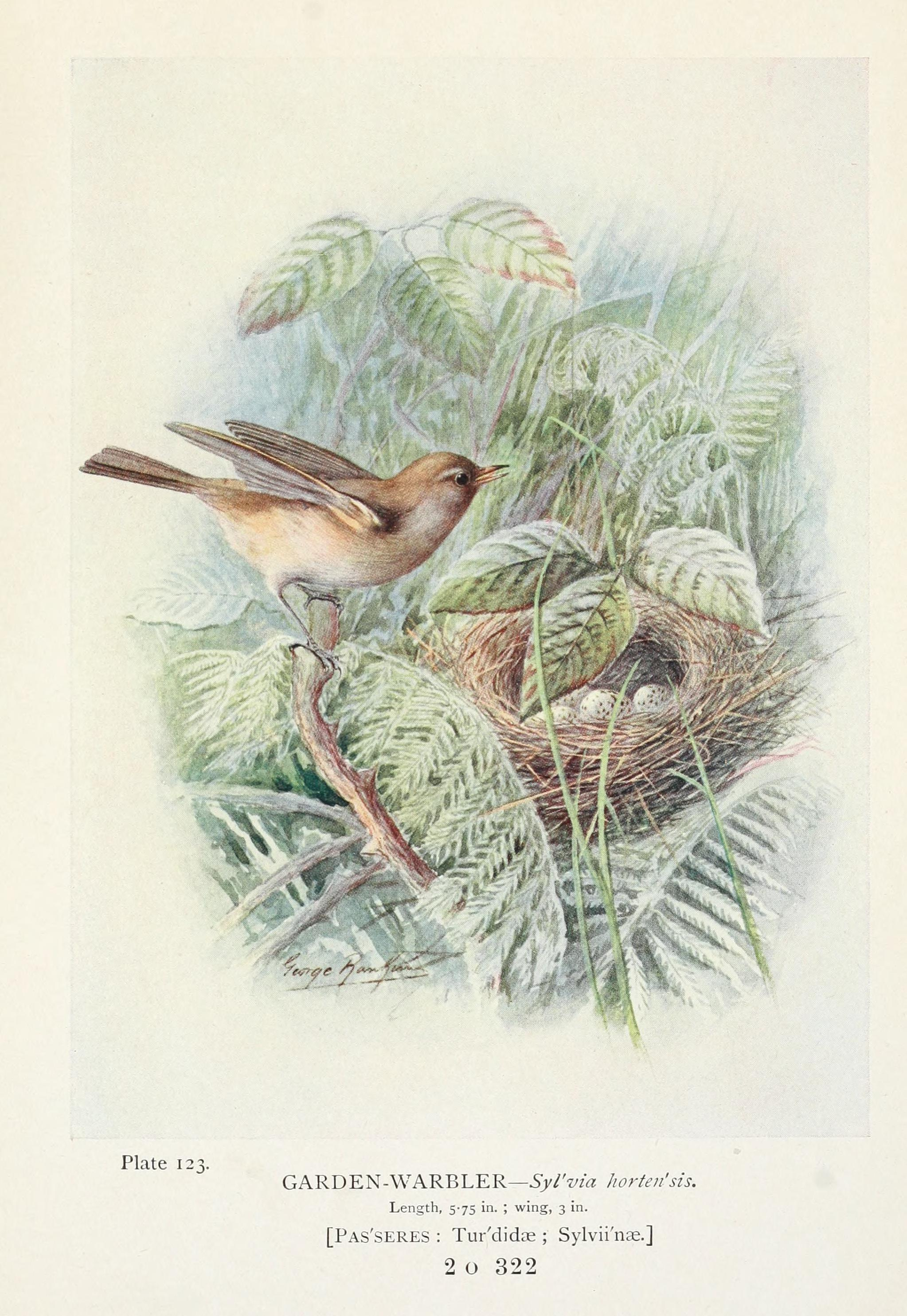
Співоча кропив'янка

Довжина птаха становить 15—16 см, вага 28 г, дещо більше, ніж у чорноголової кропив'янки, що робить його одним з найбільших представників родини. Дзьоб довгий, загострений, лапи чорні.
У самців верхня частина тіла рівномірно сіра, хвіст прямий, крайні стернові пера білі, нижня частина тіла білувата. Голова темно-сіра, на верхній частині обличчя сірувато-чорна «маска», горло біле. Райдужки світло-жовті. У самиць голова більш світла, оливково-сіра, скроні й обличчя у них також темні. Нижня частина тіла піщана, боки коричнюваті. Райдужки темні.
У молодих птахів у віці до 1 року забарвлення подібне до забарвлення самиць, однак «маска» на обличчі у них менш виражена, голова світла-сіра, скроні й нижня частина тіла більш коричнюваті, гузка світло-сіра.

## Підвиди
Виділяють два підвиди:
- C. h. hortensis (Gmelin, JF, 1789) — від Піренейського півострова до східної Франції і Апеннінського півострова, також від Північно-Східного Марокко до Тунісу й Західної Лівії;
- C. h. cyrenaicae (Svensson, 2012) — Киренаїка (північний захід Лівії).

Товстодзьоба кропив'янка раніше вважалася конспецифічною зі співочою кропив'янкою, однак була визнана окремим видом.

## Поширення і екологія
Співочі кропив'янки гніздяться в Іспанії, Португалії, Андоррі, Франції, Італії, Марокко, Алжирі, Тунісі і Лівії, іноді також в Швейцарії. Взимку вони мігрують на південь, де зимують в регіоні Африканського Сахеля, від Мавританії і Сенегалу до Чаду, іноді також в оазах на півдні Сахари. Бродячі птахи спостерігалися в Західній Європі, на Мальті і Канарських островах. Співочі кропив'янки живуть в різноманаітних відкритих або напіввідкритих лісових масивах з чагарниковим підліском, зокрема в маквісі, що складається з коркових і кам'яних дубів, в арганієвих заростях, відомих як дехеса, в оливкових гаях, іноді в соснових лісах, на висоті до 3000 м над рівнем моря. Також вони зустрічаються в садах і на узліссях виноградників. Зимують у напівпосушливих саванах і трав'янистих степах, місцями порослих акаціями та іншими чагарниками, а також у тамариксових заростях і в заростях на берегах річок.
Співочі кропив'янки живляться безхребетними, переважно комахами та їхніми личинками, а також павуками й равликами, під час негніздового періоду також ягодами. Моногамні, гніздяться з середини квітня по липень. І самиці, і самці будують міцне чашоподібне гніздо, яке робиться з трави, рослинного пуху, моху та павутиння, встелюється тонкими травинками і шерстю, розміщується на дереві або в чагарниках, на висоті від 0,3 до 3,5 м над землею, часто поряд з гніздом червоноголового сорокопуда. У кладці від 3 до 5 яєць. Інкубаційний період триває 13—14 днів, пташенята покидають гніздо через 13—14 днів після вилуплення. Насиджують кладку і доглядають за пташенятами і самиці, і самці.